# リッペルタ (小惑星)
リッペルタ (846 Lipperta) は小惑星帯に位置する小惑星である。K. ギレンベルク（K. Gyllenberg）がハンブルク天文台で発見した。
ハンブルク天文台の建設に尽力したドイツ人実業家エドゥアルト・リッペルト（de:Eduard Lippert）にちなんで命名された。
自転周期が68.4日と、2012年7月時点で発見・観測されている太陽系の小惑星で最も自転周期が長いとされる。ただしこの数字は、極が地球方面を向いている、もしくはほぼ均一のアルベドの球体であることが原因であるという説がある。